# Mounia Islane
Mounia Islane (en arabe : مونيا إسلان) est une judokate marocaine.

## Carrière
Mounia Islane obtient la médaille de bronze dans la catégorie des moins de 56 kg aux Championnats d'Afrique de judo 1996 se déroulant à Pretoria.